# Karino Takatsu
Pour les articles homonymes, voir Karino et Takatsu.
高津カリノ (Takatsu Karino)
Œuvres principales
- Working!! (en)
- Servant × Service

Karino Takatsu (高津 カリノ, Takatsu Karino), née le 20 juillet 1982 à Hokkaidō, est une mangaka connue pour ses œuvres Working!! (en) et Servant × Service.

## Biographie
Karino Takatsu, originaire de Hokkaidō, a son premier manga sérialisé en décembre 2004, Working!!, qui suit un groupe d'employés d'un restaurant familial de Hokkaidō.
Elle lance Servant × Service en 2007, après avoir discuté avec ses éditeurs dans un café de son intention d'écrire sur les fonctionnaires du gouvernement. À partir de cette année-là, l'encrage et la couleur sont réalisés numériquement sur ComicWorks (ja), au lieu d'être faits à la main ou par machine. Working!! reçoit une adaptation en série télévisée en 2010. Le dernier volume de Working!! est publié le 25 décembre 2014. En janvier 2015 débute la publication de Working!! : RE:Order, une épilogue à Working!!. Le 29 décembre 2016, la publication de Dustbox 2.5 commence dans le Young Gangan.
En 2018, elle révèle qu'elle souffre de la maladie de Basedow et qu'elle est sourde de l'oreille gauche, et c'est pour cela que l'éditeur se met toujours à sa droite. En juin 2021, Owl Night, qui se déroule dans un magasin à Hokkaidō, commence à être publié dans le Monthly Shōnen Gangan. Le 25 septembre 2021, le huitième et dernier volume de Dustbox 2.5 est publié.

## Principales œuvres

### Manga
- Working!! (en) (WORKING!!, Wākingu?), 2004 à 2014, Young Gangan (Square Enix), complété en 13 volumes. WORKING!! RE:オーダー
  - Working!! : RE:Order (en) (WORKING!! RE:オーダー, Wākingu Rē-Ōdā?), 2015, Young Gangan (Square Enix).
- Servant × Service (サーバント×サービス, Sābanto sābisu?), 2007 à 2014, Special Young Gangan, Special Young Gangan Big, Monthly Big Gangan (Square Enix), complété en 4 volumes.
- Ore no kanojo ni nanika yōkai (ja) (俺の彼女に何かようかい, Ore no kanojo ni nanika yōkai?), 2011 à 2020, Monthly Shōnen Gangan (Square Enix), complété en 7 volumes.
- Dustbox 2.5 (ja) (ダストボックス2.5, Dasuto bokkusu nītengo?), 2015 à 2021, Young Gangan (Square Enix), complété en 8 volumes.
- Owl Night (オウルナイト, Ouru Naito?), depuis 2021, Monthly Shōnen Gangan (Square Enix), 2 volumes à ce jour.

### One shots
- Natsume Net (ナツメねっと！, Natsume Netto?), 2008, Weekly Shōnen Sunday (Shōgakukan), Numéro 11.
- Hokago Maze (放課後メイズ, Hōkago Meizu?), 2011, Monthly Shōnen Gangan (Square Enix), Numéro de juillet, fait partie de l'univers de Working!!.

### Web Manga
- Natsume Net (なつめネット, Natsume Netto?), 2011, remake du précédent Natsume Net, site personnel.
- Butaiura (ja) (ブタイウラ, Butaiura?), 2002 à 2008, site personnel/Young Gangan Comics, complété en 2 volumes.
- Working!! (ja) (WORKING!!, Wākingu?), 2002 à 2012, prédécesseur de la version sérialisée de Working!!, site personnel/Young Gangan Comics, complété en 6 volumes.
- Hyōtenka no kanojo ni nanika yōkai (ja) (氷点下の彼女に何かようかい, Hyōtenka no kanojo ni nanika yōkai?), 2016 à 2017, Gangan Online, univers de Ore no kanojo ni nanika yōkai.
- Ore no hatsukoi ni nanika yōkai (ja) (俺の初恋に何かようかい, Ore no hatsukoi ni nanika yōkai?), 2018 à 2019, Gangan Online, univers de Ore no kanojo ni nanika yōkai.